# Denik N
Denik N 是一份捷克独立報紙，创刊于2018年。Denik N在工作日以印刷版出版，同时也提供付费電子版。
Denik N 在其斯洛伐克姊妹報Dennik N的幫助下成立，是捷克第一家採用付費訂閱模式的數位報紙。Denik N有免費新聞和需要付費才能閱讀的長篇文章。該公司在三年內就實現了財務轉虧。 Denik N 自稱堅持政治獨立性，但偏向於自由主義和批評政府。
據捷克獨立新聞基金會稱，Denik N是捷克品質最高、評級最高的媒體之一。
2019年，Deník N 在捷克網路獎（Czech Internet Award）的線上新聞和時事類別中排名第二。 2020年和2021年，Deník N在這個評比中獲得第三名。